# بتا ماهی طلایی
بتا ماهی طلایی یک ستاره است که در صورت فلکی ماهی زرین قرار دارد.